# Drávagárdony
Drávagárdony je vas na Madžarskem, ki upravno spada pod podregijo Barcsi Šomodske županije.